# IBM System/360

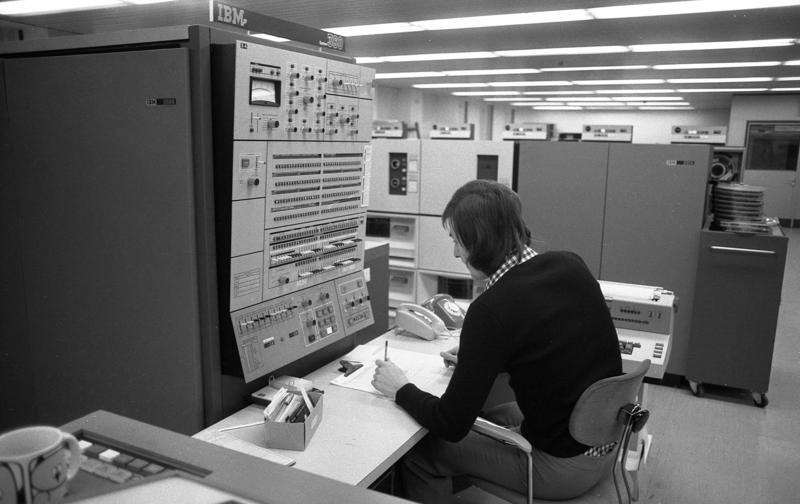
Ett IBM System/360 i användning hos Volkswagen

IBM System/360 (S/360) är en systemfamilj av stordatorer släpptes av IBM den 7 april 1964, och levererades 1965–1978.  Det var den första datorfamiljen som utformades att täcka ett komplett område med programtillämpningar, från små till stora, både kommersiella och vetenskapliga.  Utformningen gjorde en klar åtskillnad mellan datorarkitektur och implementation, som gjorde det möjligt för IBM att släppa en rad kompatibla designer på olika prisnivåer.  Alla utom de dyraste systemen använde mikroprogram för att implementera instruktionsuppsättningen, som innehåller 8-bits byte adressering och binär, decimal och flyttalsberäkningar.